# Reps- und Ochsenweiher
Das Gebiet Reps- und Ochsenweiher ist ein vom Regierungspräsidium Tübingen am 1. Februar 1991 durch Verordnung ausgewiesenes Naturschutzgebiet auf dem Gebiet der Stadt Leutkirch im Allgäu im Landkreis Ravensburg. Das Naturschutzgebiet ist Bestandteil des FFH-Gebiets Aitrach, Ach und Dürrenbach.

## Lage
Das Naturschutzgebiet Reps- und Ochsenweiher liegt im Tal des Schlotterbachs rund 600 Meter nordöstlich des Stadtzentrums von Leutkirch in Stadtrandlage zwischen der Repsweihersiedlung im Süden und der Siedlung Pfingstweide im Norden. Das Gebiet gehört zum Naturraum Riß-Aitrach-Platten.

## Schutzzweck
Der Schutzzweck ist laut Verordnung „die Erhaltung eines landschaftstypischen Biotopkomplexes, bestehend aus Weihern mit Verlandungszonen, Großseggenriedflächen, Pfeifengraswiesen und Sumpfdotterblumen, sowie Nasswaldbeständen, der einer vielfältigen Pflanzen- und Tierwelt mit zahlreichen gefährdeten Arten als Lebensraum dient. Ferner hat das Schutzgebiet Bedeutung als Brutplatz gefährdeter Wasservogelarten und ist damit Teil eines wichtigen Lebensraumverbundes.“

## Landschaftscharakter
Das Schutzgebiet umfasst den 2,5 ha großen Repsweiher und den 0,7 ha großen Ochsenweiher samt ihrer Uferbereiche und der umgebenden Landschaft. Die Verlandungszone wird durch Großseggenriede und Feuchtgebüsche bestimmt. Angrenzend befinden sich Grünlandbestände, die ein Spektrum von mageren Pfeifengraswiesen und Nasswiesen bis hin zu nährstoffreichen Wirtschaftswiesen aufweisen. Im Nordosten des Gebiets befindet sich ein kleiner Waldbestand.
Im Norden, Süden und Westen schließt das Siedlungsgebiet von Leutkirch an, im Osten grenzt das Naturschutzgebiet an das Waldgebiet Unterer Wald.

## Flora und Fauna
Zu den nennenswerten Arten im Gebiet zählen unter anderem Wasservögel, wie Krickente, Tafelente und Zwergtaucher, aber auch Insekten, wie Wiesengrashüpfer, Sumpfschrecke, Violetter Silberfalter. In den Verlandungsbereichen der Weiher ist der Fieberklee häufig zu finden. Im Gebiet leben auch Ringelnattern.